# Mispilopsis luzonica
Mispilopsis luzonica là một loài bọ cánh cứng trong họ Cerambycidae.